# Apellidos de nacimiento y de matrimonio
El uso de los apellidos de nacimiento y de matrimonio está sujeto a distintas prácticas según la cultura, sobre todo en lo que se refiere al hacer ciertos cambios a su nombre completo al momento de casarse. El nombre completo de casado (a) consiste en sustituir o agregar, al nombre propio, el apellido de la persona con quien contrajo matrimonio a su nombre de soltero (a), que presenta el apellido de su familia de origen. Españolas y portuguesas conservan sus dos apellidos previos al matrimonio, y la mayoría de las latinoamericanas no cambian su apellido al casarse, al menos no de forma legal.
El término «apellido de nacimiento» a veces se utiliza específicamente como un sustituto masculino o neutral para el «apellido de soltera», pero también se aplica para incluir el apellido de familia de la madre biológica de un niño adoptado al nacer, o en relación con un cambio de nacionalidad o por una variedad de circunstancias poco comunes.
Otra distinción se da cuando el «apellido de nacimiento» puede referirse a un apellido de familia, un nombre completo o presumiblemente un apellido otorgado de manera aislada.
Normalmente, un cambio de apellido requiere de un proceso legal. Sin embargo, en algunas jurisdicciones, cualquier persona que se casa o se divorcia puede cambiar su apellido si lo desea. Tradicionalmente, en los países angloparlantes de occidente, solo las mujeres hacen esto, pero en ocasiones, también los hombres cambian sus apellidos al contraer matrimonio.[cita requerida]

## Costumbres relacionadas con los apellidos de soltero en el matrimonio

### Países árabes
En la mayoría de los países de lengua árabe, las mujeres mantienen desde su nacimiento sus apellidos familiares y no los cambian por los de la familia de su esposo. Esto es también una práctica muy común en las mujeres musulmanas de todo el mundo, a excepción de las mujeres musulmanas del sur de Asia, que tomen un apellido doble o adoptan el de su marido. En algunos matrimonios del Medio Oriente, sin embargo, la mujer adopta el apellido del marido (especialmente en las familias cristianas).

### Países angloparlantes

#### Uso del apellido de la familia del esposo
Históricamente, al casarse una mujer en los países de habla inglesa asumiría el apellido de la familia de su nuevo esposo y eliminaría el original, heredado de su padre. Esto sigue siendo una práctica común en países como Reino Unido, Australia, Nueva Zelanda, las Islas Malvinas, Irlanda, India, las provincias de habla inglesa en Canadá y en los Estados Unidos. Una excepción sería Escocia, donde hasta el siglo XX las mujeres casadas conservaban su apellido de soltera. Sin embargo, actualmente la práctica de cambiar su apellido por el de la familia del esposo es la norma.
Usualmente, los hijos del matrimonio reciben solo el apellido de su padre, pero algunas personas usan el apellido de soltera de la madre como segundo nombre propio. Franklin Delano Roosevelt recibió su nombre de esta manera.
Esta práctica de cambiar el apellido ha sido criticada por varias razones. ya que puede interpretarse como símbolo de que el padre de una mujer ejerce el control sobre ella y después traspasa ese control al esposo, o que las líneas de descendencia masculina son más importantes, ya que el apellido de los ancestros de sexo femenino desaparecen.
Sin embargo, algunas mujeres eligen conservar sus propios apellidos después de casarse, ya sea solos o agregando el apellido de su esposo, sin eliminar su apellido original. Algunas personas con cierta fama (como los actores), utilizan su apellido de casados en ciertos aspectos de su vida personal y conservan su apellido original en asuntos profesionales, dejando como opcional abreviar su apellido original por su primera letra, o el unir su apellido y el de su esposo por un guion sin importar el orden. Ejemplo: Si Katherine Peters se casa con Quentin Miller y ella desea conservar su apellido original antes de agregar el apellido de su esposo, se llamaría Katherine Peters Miller, Katherine P. Miller, Katherine Peters-Miller, etc.

#### Uso del apellido de la esposa
Aunque esto es raro en la cultura occidental, ocasionalmente un hombre toma el apellido de su esposa al casarse, ya sea cambiando su apellido completamente o uniendo su apellido al de su esposa. Frédéric Joliot-Curie, cuyo nombre completo original era Jean Frédéric Joliot, es un ejemplo de ello;, al igual que el músico británico John Lennon, cuyo nombre completo original era John Winston Lennon y lo cambió en 1969 por el de John Ono Lennon.
Sin embargo, esto no puede hacerse solo por efecto del matrimonio, sino que se requiere que el hombre que así lo desee realice el proceso completo de cambio de apellido, en el cual jura legalmente, en presencia de testigos, que dejará de utilizar su apellido anterior.
A pesar de que en Estados Unidos existe el derecho general a elegir el nombre propio a voluntad, el hecho de que un hombre desee usar el apellido de su esposa presenta ciertas dificultades a nivel legal. Solo en los estados de California, Georgia, Hawái, Iowa, Massachusetts, Nueva York y Dakota del Norte se permite explícitamente que un hombre pueda cambiar su apellido a raíz de un matrimonio con la misma facilidad con la que lo hace una mujer.

### Países hispanohablantes
En España, la práctica común es que las personas tengan dos apellidos, el del padre y el de la madre, en el orden elegido por la pareja, pero por tradición normalmente suele ir siempre primero el del padre.
En Argentina se usa solo un apellido, que puede ser el del padre o el de la madre de acuerdo a elección de la pareja. Al mismo, puede agregarse el del otro progenitor al momento de la inscripción del nacimiento en los registros correspondientes. Esta adición puede ser también solicitada por el interesado a partir de los 18 años. Una vez agregado el apellido, este no puede suprimirse. En caso de usarse ambos apellidos, el orden es indistinto desde la reforma del Código Civil.
En España y especialmente en Cataluña, los apellidos paterno y materno a menudo se combinan por medio de la conjunción "y" (castellano, que es la forma ofircial registrada en el registro) o "i" (en catalán). Podemos ver, por ejemplo, al economista Xavier Sala i Martin o al pintor Salvador Dalí i Domènech.
En algunos países hispanos (como los de América Latina), una mujer que se casa con un hombre puede eliminar su apellido materno y añadir el apellido de su esposo a su apellido paterno usando la preposición "de". Por ejemplo, si una mujer llamada "Paola Flores Martinez" se casara con "César Egas Bassantes", su nombre completo quedaría como "Paola Flores de Egas" y se pueden dirigir a ella como Sra. de Egas. En algunos países, esta costumbre es puramente social y no un cambio de apellido oficial, ya que en asuntos legales, ella seguiría utilizando su apellido original, pero en otros casos toma forma legal.
Todos los hijos que tiene una pareja llevan los primeros apellidos de ambos, de modo que si la pareja del ejemplo anterior tuviera un hijo llamado "Matías" y una hija de nombre propio "Valentina", sus nombres completos serían "Matías Egas Flores" y "Valentina Egas Flores". En España, una reforma legal aprobada en 1995 permite que los padres elijan cuál apellido irá primero, si el del padre o el de la madre, aunque el orden debe ser el mismo para todos sus hijos. En el mismo ejemplo anterior, el hijo de la pareja podría llamarse "Matías Egas Flores" o "Matías Flores Egas".
A veces, en el caso de las exparejas o cuando el padre no reconoce al hijo (también existen casos de hijos reconocidos solamente por el padre y no por la madre), se puede repetir el primer apellido del progenitor reconocido, por ejemplo: "Matías Flores Flores". Sin embargo, lo más común es que los niños a cargo de sólo uno de sus padres reciban los dos apellidos de ese padre o madre, aunque el orden también puede cambiar.
Algunas personas de origen hispano que emigran a otros países eliminan su apellido materno (aunque no formalmente), como una forma de adaptarse mejor a las costumbres de las sociedades no hispanas donde viven y trabajan. Desechar el apellido paterno no es algo raro cuando se trata de un apellido demasiado común. Por ejemplo, el pintor Pablo Ruiz Picasso y el presidente español José Luis Rodríguez Zapatero son mejor conocidos por sus apellidos maternos: "Picasso" y "Zapatero".
La nueva tendencia entre los hispanos que viven en Estados Unidos es adoptar la costumbre inglesa de eliminar tanto el apellido paterno como el materno para adoptar el apellido del cónyuge. Esto se debe a que los angloparlantes americanos no son conscientes de la costumbre hispana de usar dos apellidos y a menudo confunden el primer apellido de una persona con un segundo nombre de pila. De este modo, pueden referirse erróneamente a alguien llamado Esteban Álvarez Cobos como Esteban A. Cobos. Dicha confusión puede ser particularmente problemática en cuestiones oficiales o legales. Para evitar dichos errores, Esteban Álvarez Cobos se convertiría en Esteban Álvarez-Cobos para dejar en claro que ambos son apellidos.

### Países lusoparlantes (portugueses)
Los nombres pertenecientes a la onomástica portuguesa están constituidos por uno o dos nombres de pila y dos apellidos, como mínimo. En el caso de la lengua portuguesa es diferente al de la española porque el último apellido es el de la familia del padre y el primero es el de la familia materna. Por ejemplo, en el caso del jugador portugués Cristiano Ronaldo dos Santos Aveiro, el apellido de su madre es dos Santos y el de su padre Aveiro. En el caso de las mujeres casadas pueden adoptar el nombre de sus maridos si así lo desean sin el "de", o incluso lo pueden sustituir, pero en ambos casos esta práctica es atípica. En Portugal los nombres son vistos como palabras y por lo tanto tienen que seguir unas reglas ortográficas, lo contrario sucede en Brasil donde no se específica cuál es la ortografía del nombre, ni tampoco qué es un nombre, es decir los padres pueden inventarlo. Por ejemplo, el presidente brasileño, Luiz Inácio Lula da Silva, de haber nacido en Portugal, su nombre tendría que ser Luís porque así la ortografía portuguesa lo considera correcto y jamás podría haber sumado su apodo Lula al nombre, puesto que esa palabra en portugués significa calamar y eso no es considerado un nombre según la lista de nombres que proporciona el gobierno portugués para el bautismo de las personas nacidas en ese país. Asimismo, en Brasil, el apellido no tiene el peso que tiene en la lengua española, lo principal es el nombre.

### Francia
Desde la Revolución francesa (1789), la ley estipula que "nadie puede utilizar un nombre distinto al que ha recibido en su acta de nacimiento". Sin embargo, la revisión de 1996 a la Constitución garantiza que "hombres y mujeres tienen igualdad de derechos", incluyendo el uso de su nombre de nacimiento. En Francia y en la provincia francófona de Quebec, en Canadá, una mujer legalmente conserva su nombre completo de soltera al casarse (nom de jeune fille). Con su nombre original puede abrir una cuenta bancaria, firmar documentos y obtener pasaporte, entre otros procedimientos. Sin embargo, el matrimonio le otorga el derecho a asumir el apellido de su cónyuge y es una práctica común que las mujeres casadas usen el apellido de su esposo para todos sus documentos, oficiales o no, aunque no hay un proceso oficial que formalice su uso. El artículo 264 del Código Civil Francés estipula que "al momento de un divorcio, ambos cónyuges pierden el derecho a usar el apellido del otro".
Una persona casada que desea formalizar el uso del apellido de su cónyuge junto con su nombre propio, lo puede hacer mediante un proceso administrativo relativamente sencillo. En los últimos años, esta costumbre va ganando popularidad, especialmente entre las mujeres de nivel social alto y entre las mujeres que reciben un título universitario siendo solteras. Por ejemplo, la esposa del presidente francés Nicolás Sarkozy, es llamada Carla Bruni-Sarkozy (Bruni-Tedeschi es su apellido original). Algunos esposos agregan el apellido de su mujer al suyo, pero esto sigue siendo muy poco común.

### Italia
Los cónyuges mantienen sus apellidos originales. De acuerdo con el Código Civil Italiano (artículo 143 bis), una mujer que se casa mantiene su apellido y tiene la opción de añadir el apellido de su marido después del de ella, antecedido por la preposición in.
Los ciudadanos no italianos casados en Italia no tendrán su apellido cambiado en Italia, sin embargo, novias o novios pueden solicitar su cambio de apellido en su país de origen.

### China
Tradicionalmente, una mujer casada mantiene intacto su nombre, sin adoptar el apellido de su marido. Un niño heredaría el apellido del padre. Esta sigue siendo la norma en China continental, aunque la ley del matrimonio establece explícitamente que un niño puede usar el apellido de cualquiera de los padres. También es común que dos hijos nacidos de los mismos padres tomen diferentes apellidos, uno con el apellido de su padre y el otro el apellido de su madre. También es posible, aunque mucho menos común, que un niño combine los apellidos de ambos padres.

#### Hong Kong
Debido a la influencia británica, algunas personas en Hong Kong también han adoptado la tradición de que las mujeres adopten el apellido de su esposo o antepongan el apellido chino de su esposo al suyo en ocasiones oficiales, pero rara vez en la identificación de una forma legal. Entre los emigrantes chinos de la diáspora, especialmente en el sudeste asiático, las mujeres rara vez adoptan legalmente el apellido de su cónyuge.

### Japón
La ley japonesa no reconoce a las parejas casadas que tienen diferentes apellidos como un matrimonio legítimo, lo que significa que el 96% de las mujeres japonesas casadas toman el apellido de su marido. En 2015, la Corte Suprema de Japón ratificó la ley de cambio de nombre, dictaminó que no era inconstitucional, señaló que las mujeres podían usar informalmente sus apellidos de soltera y afirmó que eran los parlamentarios quienes deberían decidir si aprobar una nueva legislación sobre los nombres de exesposos.

### Rusia
Existe una costumbre generalizada, aunque no universal, de que una la mujer adopte el apellido del marido. Sin embargo, cualquier cambio de nombre requiere un procedimiento formal que incluye una solicitud oficial al registrador de actos civiles. Dado que el mismo registrador también registra los matrimonios, por practicidad, a menudo se hace durante los procedimientos matrimoniales, según lo regula la Ley Federal y el certificado de matrimonio de la pareja tiene la opción de tener un apellido en común o ambos cónyuges con su apellido original. 
La ley de Rusia es completamente neutral en cuanto al género y la pareja puede adoptar cualquiera de sus apellidos (un esposo que adopta el apellido de su esposa es una práctica poco común pero de ninguna manera inaudita, que es generalmente aceptada y conlleva poco o ningún estigma social) o incluso uno completamente diferente. También se reconoce el derecho de la pareja a usar el apellido combinado y cualquiera de los cónyuges puede reclamar su apellido original en caso de divorcio.

## Costumbres relacionadas con los apellidos de nacimiento

### Sufijos generacionales en Estados Unidos y otros países de habla inglesa
En Estados Unidos, Canadá, Belice y otros países angloparlantes (a excepción parcial del Reino Unido), los sufijos nominales más comunes son senior (pronunciado como "sínior", equivalente a padre) y junior (pronunciado como "yúnior", equivalente a hijo), los cuales son abreviados como Sr. y Jr. con letras mayúsculas iniciales, con o sin comas que los precedan. En el Reino Unido son más raros, pero cuando son usados sus abreviaturas son Snr y Jnr respectivamente. El uso de estos términos sociales está regido por la etiqueta, pero no avalado por la ley. De acuerdo con el Emily Post Institute, una autoridad en la etiqueta, el sufijo Jr. puede usarse correctamente si el primer nombre, segundo nombre y el apellido del hijo varón son idénticos a los nombres (actuales) de su padre. Cuando un hijo varón tiene el mismo nombre que su abuelo, tío o primo varón (excluyendo al padre), él puede usar el sufijo numeral romano II (mencionado como segundo en español, y the second en inglés) mientras que uno de sus ancestros varones (excepto el padre) puede usar (cuando está vivo) o ser mencionado (cuando es difunto) con el sufijo numeral romano I (mencionado como primero en español, y the first en inglés). Cuando los sufijos son pronunciados por completo, no se les agrega mayúsculas al inicio. Los sufijos nominales sociales son más frecuentemente usados en hombres que en mujeres.
Un hijo con un nombre que varía del nombre de un padre en el segundo nombre solo puede también ser conocido informalmente como Jr. (ejemplo: Francis Wayne Sinatra, hijo de Francis Albert "Frank" Sinatra). Los sufijos numerales romanos pueden usarse para nombrar a un descendiente posterior a otros miembros de la familia como un tío, primo, o ancestro, incluso un abuelo o bisabuelo (para la equivalencia de la pronunciación en español de los sufijos numerales romanos, I es mencionado como primero(a) en contraste a su traducción en inglés the first, II es segundo(a) en contraste a the second, III es tercero(a) en contraste a the third y así sucesivamente). Por ejemplo, Quentin Roosevelt II fue nombrado después de su difunto tío Quentin I. Similarmente, un nieto de Henry Ford I fue nombrado Henry Ford II (este nombre nuevamente esquivó otra generación con el nacimiento del nieto de Henry Ford II, Henry III). Históricamente, cuando la mortalidad infantil fue alta, un hijo podía ser nombrado por su hermano fallecido (un necrónimo), con o sin un sufijo (como el caso de Salvador Dalí). Existe por lo menos un caso conocido de múltiples hermanos teniendo el mismo nombre en tiempos modernos (como el de los cinco hijos de George Foreman, incluyendo el mayor George Jr. y el menor George VI).
El sufijo III se usa o después de Jr. o II y, como los sufijos numéricos subsecuentes, no necesita restringirse a una línea familiar. Por ejemplo, si Randall y Patrick Dudley son hermanos y si Randall tiene un hijo antes que Patrick, él puede nombrarlo como Patrick II. En caso contrario, si Patrick tiene un hijo antes que Randall, su hijo puede ser Patrick Jr. (Patrick III; alternativamente, o Patrick II si Randall no tuvo un hijo llamado Patrick II). Cuando el tiempo pasa, el sufijo III va para el hijo de Patrick Jr. o Patrick II, quienquiera que sea primero en tener un hijo llamado Patrick.
Esta es una manera en que es posible y correcto que un Junior sea padre de un IV. Otro ejemplo involucra al presidente Ulysses S. Grant y a sus hijos Frederick Dent, Ulysses Jr. y Jesse. Cuando el hijo de Frederick, Ulysses, nació en 1881, Ulysses Jr. no tenía todavía un hijo nombrado después de sí mismo. Por tanto, el hijo de Frederick fue Ulysses III. El hijo de Ulysses Jr., nacido después en 1893 fue Ulysses IV. El hijo de Jesse, Chapman, fue el padre de Ulysses V, después de que ni Ulysses III ni Ulysses IV tuvieran hijos nombrados después de sí mismos.
No existe una regla estricta sobre lo que sucede con los sufijos cuando muere el más anciano de nombre. La experta en etiqueta y humorista Judith Martin, por ejemplo, cree que todos deberían ascender, pero la mayoría está de acuerdo en que esto depende de cada familia.
Hay casos de hijas que reciben el nombre de sus madres y también usan el sufijo Jr. (tales como Anna Eleanor Roosevelt Jr., Winifred Sackville Stoner Jr. y Carolina Herrera Jr.) o después de sus abuelas, tías o ancestros femeninos con el sufijo II, pero esto no es común. Por lo general, a la persona homónima se le da un segundo nombre diferente y, por lo tanto, no necesitaría un sufijo para diferenciarlo. Además, una vez que la mujer se casa, lo más común es que adopte el apellido de su esposo o esposa y, por lo tanto, elimine el sufijo generacional. El título Jr. se usa a veces en documentos legales, particularmente aquellos relacionados con testamentos y propiedades, distinguir entre miembros femeninos de la familia del mismo nombre.
Una esposa que usa el título de Sra. (Mrs. en inglés) también usaría el nombre completo de su esposo, incluido el sufijo. En situaciones menos formales, se puede omitir el sufijo: Sra. Lon Chaney Jr. en una invitación de boda, pero Sra. L. Chaney o simplemente Shannon Chaney por una nota amistosa. Las viudas tienen derecho a conservar los nombres completos y sufijos de su difunto esposo, pero las divorciadas no pueden seguir usándose el nombre completo y el sufijo de un exmarido incluso si conservan el apellido.
Los juniors a veces usan sus primeras iniciales y "J" para Jr. independientemente de la inicial del segundo nombre. Los ejemplos incluyen a los jugadores de fútbol americano Terrell Ray Ward Jr. (que se hace llamar T. J. Ward) y Erick R. Manuel Jr., más conocido como E. J. Manuel.
Los apodos comunes para un junior o un II incluyen a "Chip" (como en la expresión inglesa "chip off the old block"); ejemplo: el hijo del presidente James Earl "Jimmy" Carter Jr., James Earl Carter III, se hace llamar por su apodo "Chip". Otro es "Bud" (predominantemente en el sur de EE. UU.); ejemplo: el apodo de la infancia de Marlon Brando Jr. fue "Bud". Los apodos comunes para un III son "Tripp", "Trace", y "Trey" lo que denota que el portador del nombre es la tercera persona que lleva el nombre. Ejemplos notables incluyen al baterista de Green Day Frank Edwin "Tré Cool" Wright III, el cocreador de South Park Randolph Severn "Trey" Parker III, y Willard Carroll "Trey" Smith III, hijo mayor de Willard Carroll "Will" Smith Jr.
Otra convención es que el miembro mayor de una familia use su primer nombre y el más joven use su segundo nombre. Ejemplos incluyen a George Virl Osmond y Olive Osmond, que se llamaban George y Olive, mientras que su hijo e hija del mismo nombre se llamaban Virl y Marie. Otro ejemplo, aunque padre e hijo tenían segundos nombres diferentes, es el caso del evangelista cubano Rafael Cruz, cuyo hijo, también con el nombre de pila Rafael, es un senador estadounidense que es conocido por una variante de su segundo nombre, Edward "Ted" Cruz.